# 定妃 (康熙帝)
定妃（ていひ、順治18年（1661年）1月3日 - 乾隆22年4月7日（1757年5月24日））は、清の康熙帝の妃嬪。満洲正黄旗包衣第一参領第一管領の出身。姓は万琉哈氏（ワンリュハ氏、または瓦琉哈氏とも称される。また、漢姓は謝氏とされる。）。名は妞妞。

## 前半生
順治18年（1661年）1月3日、妞妞（nionio）という名で誕生。満文では「nionio」と書き、「瞳」の意味を持つ。
秀女（後宮候補選抜試験）の記録では、万琉哈氏について「大者已熟，小者未熟」と記載されている。研究者の王冕森によると、「大者」と「小者」は二つの重い伝染病を指す可能性がある。清代の記録では、痘瘡（天然痘）を経験した者を「熟」、未経験の者を「生」として記載する例が多いため、万琉哈氏は秀女選考前に何らかの重い病気にかかったことが推測される。
康熙14年（1675年）12月、康熙帝は内務府の秀女の中から選定を行い、その中に万琉哈氏も含まれていた。記録には「内管領拖尔弼の娘・妞妞、丑年（生まれ年）、15歳。大者已熟、小者未熟、無瘡（あばたなし）、気味なし、満洲人」と記載されていた。
12月5日、14～15歳の秀女の名簿が緑頭牌（清朝で使われた記録札）に書き写され、皇帝に報告された。その後、康熙帝は「管領拖尔弼の娘・妞妞、祿庫管領愛星阿の娘・塞克圖、碩禮管領飯上人阿林の妹・双姐、劉銘璋佐領商人胡三喜の娘・大姐を選び、今月13日に宮中へ入れる。さらに、彼女たちの実家で付き従いたい者がいれば、一人だけ同行を許すが、無用な者は連れてこないように」との詔を出した。
こうして、万琉哈氏は良妃衛氏と同じ日に選ばれ、宮中に入る際には1人の侍女を連れていくことが許された。さらに、12月6日には孝恭仁皇后烏雅氏や他の3名の秀女も選ばれ、12月13日に入宮するよう命じられた。
万琉哈氏が入宮後、すぐに官女子（下級の宮女）として仕えたのか、またはどのような経緯で康熙帝の妃になったのかは記録が残っていない。
康熙24年（1685年）12月24日、皇十二子・履懿親王允祹を寅の刻に出産。幼少期の允祹は宮中の高齢侍女蘇麻喇姑に養育された。
康熙46年（1707年）の宮廷記録には、貴人（妃の下位）より低い身分の後宮女性として蘇貴人、仙貴人、牛常在、查常在、堯常在、大答応十人が記載されており、万琉哈氏もその中にいた可能性がある。
康熙57年（1718年）4月19日、康熙帝は礼部に対し、「王子や阿哥（皇子）の母親たちは宮中で妃嬪（后妃）と呼ばれているが、正式に封号を授かっていない者がいる」として、博爾済吉特氏（後の慧妃）、瓜爾佳氏（後の和嬪）、達甲氏（淳郡王允祐の母）を妃に封じ、允祹の母・万琉哈氏（定妃）、允禑と允祿の母・王氏、允礼の母・陳氏を嬪（妃の下位）に封じた。
同年12月28日、万琉哈氏は定嬪に正式に冊封された。

## 後半生
雍正元年（1723年）1月2日、雍正帝は皇太后の命を受け、「兄弟たちの母を大切にすべき」とし、定嬪を妃に昇格させることを決めた。雍正帝は定妃と皇太后が同日に入宮したことを思い出し、長年宮中で康熙帝に仕えながらも長く嬪の位に留まっていたことを考慮した。また、康熙帝が病に伏した際、允祹とその母（定嬪）が昼夜問わず看病し続けたことを思い出し、定嬪を定妃に昇格させた。
康熙帝の遺命により、老齢の妃たちは皇子の邸宅で暮らすことが許されたが、毎月一度は宮中に戻り、雍正帝に挨拶することが義務付けられた。定妃は履親王允祹の邸宅に移り住んだが、3年間雍正帝に挨拶しなかったため、雍正帝は允禩が妃たちの訪問を妨害したと考え、不満を示した。
乾隆9年（1744年）12月23日、履親王允祹の60歳の誕生日に、乾隆帝は特使を派遣し祝賀を伝えた。その際、定妃にも如意（吉祥を象徴する装飾品）が贈られた。
乾隆15年（1750年）3月20日、履親王の12歳の独子が病死した。乾隆帝は定妃がこの子を特に可愛がっていたことを知り、葬儀を王世子の格式で行うよう命じ、履親王邸に赴き定妃を慰めた。
乾隆22年（1757年）4月7日、定妃万琉哈氏が履親王府で死去。享年96歳。清朝の後宮で最も長寿の女性とされている。
同年4月13日、内務府は定妃の棺を曹八里屯に仮安置するよう申請したが、乾隆帝は「定妃は宮外で亡くなったため、しばらく履親王邸で安置してもよい」と判断。4月26日、乾隆帝が南巡から帰京し、4月29日には定妃の棺前で献酒した。
乾隆22年10月17日、定妃の金棺は正式に景陵妃園寝へ移送され、10月25日午の刻、勒貴人と共に安葬された。

## 参考資料
- 『清聖祖実録』
- 『清史稿』
- 『欽定八旗通志』